# Lista över fornlämningar i Nyköpings kommun (Råby-Rönö)
Lista över fornlämningar i Nyköpings kommun (Råby-Rönö) är en förteckning av ett urval av de fornlämningar som finns i Råby-Rönö i Nyköpings kommun.
| Namn                           | Lämningstyp  | Tillkomsttid | Historisk indelning     | Plats  | Läge                 | ID-nr          | Bild                                      |
| ------------------------------ | ------------ | ------------ | ----------------------- | ------ | -------------------- | -------------- | ----------------------------------------- |
| Råby-Rönö 2:1                  | Gravfält     |              | Råby-Rönö, Södermanland |        | 58.828987, 16.935212 | 10036300020001 | Ladda upp en bild av detta fornminne      |
| Råby-Rönö 4:1                  | Hög          |              | Råby-Rönö, Södermanland |        | 58.828447, 16.932289 | 10036300040001 | Ladda upp en bild av detta fornminne      |
| Råby-Rönö 4:2                  | Stensättning |              | Råby-Rönö, Södermanland |        | 58.828535, 16.932399 | 10036300040002 | Ladda upp en bild av detta fornminne      |
| Råby-Rönö 4:3                  | Stensättning |              | Råby-Rönö, Södermanland |        | 58.828618, 16.932265 | 10036300040003 | Ladda upp en bild av detta fornminne      |
| Råby-Rönö 4:4                  | Stensättning |              | Råby-Rönö, Södermanland |        | 58.828707, 16.932287 | 10036300040004 | Ladda upp en bild av detta fornminne      |
| Råby-Rönö 6:1                  | Hög          |              | Råby-Rönö, Södermanland |        | 58.830458, 16.945202 | 10036300060001 | Ladda upp en bild av detta fornminne      |
| Råby-Rönö 6:2                  | Hög          |              | Råby-Rönö, Södermanland |        | 58.830278, 16.945226 | 10036300060002 | Ladda upp en bild av detta fornminne      |
| Råby-Rönö 6:3                  | Stensättning |              | Råby-Rönö, Södermanland |        | 58.829915, 16.945396 | 10036300060003 | Ladda upp en bild av detta fornminne      |
| Råby-Rönö 7:1                  | Gravfält     |              | Råby-Rönö, Södermanland |        | 58.831257, 16.945916 | 10036300070001 | Ladda upp en bild av detta fornminne      |
| Råby-Rönö 8:1                  | Gravfält     |              | Råby-Rönö, Södermanland |        | 58.833471, 16.946157 | 10036300080001 | Ladda upp en bild av detta fornminne      |
| Råby-Rönö 9:1                  | Gravfält     |              | Råby-Rönö, Södermanland |        | 58.838041, 16.940028 | 10036300090001 | Ladda upp en bild av detta fornminne      |
| Råby-Rönö 10:1                 | Stensättning |              | Råby-Rönö, Södermanland |        | 58.836290, 16.934735 | 10036300100001 | Ladda upp en bild av detta fornminne      |
| Råby-Rönö 17:1                 | Stensättning |              | Råby-Rönö, Södermanland |        | 58.843773, 16.915740 | 10036300170001 | Ladda upp en bild av detta fornminne      |
| Råby-Rönö 17:2                 | Stensättning |              | Råby-Rönö, Södermanland |        | 58.843966, 16.915459 | 10036300170002 | Ladda upp en bild av detta fornminne      |
| Råby-Rönö 19:1                 | Stensättning |              | Råby-Rönö, Södermanland |        | 58.841055, 16.911153 | 10036300190001 | Ladda upp en bild av detta fornminne      |
| Råby-Rönö 22:1                 | Hög          |              | Råby-Rönö, Södermanland |        | 58.844411, 16.907586 | 10036300220001 | Ladda upp en bild av detta fornminne      |
| Råby-Rönö 23:1                 | Gravfält     |              | Råby-Rönö, Södermanland |        | 58.846897, 16.905764 | 10036300230001 | Ladda upp en bild av detta fornminne      |
| Råby-Rönö 26:1                 | Gravfält     |              | Råby-Rönö, Södermanland |        | 58.843266, 16.891672 | 10036300260001 | Ladda upp en bild av detta fornminne      |
| Råby-Rönö 30:1                 | Stensättning |              | Råby-Rönö, Södermanland |        | 58.863612, 16.908506 | 10036300300001 | Ladda upp en bild av detta fornminne      |
| Råby-Rönö 31:1                 | Stensättning |              | Råby-Rönö, Södermanland |        | 58.862280, 16.901305 | 10036300310001 | Ladda upp en bild av detta fornminne      |
| Råby-Rönö 32:1                 | Gravfält     |              | Råby-Rönö, Södermanland |        | 58.863388, 16.878047 | 10036300320001 | Ladda upp en bild av detta fornminne      |
| Råby-Rönö 33:1                 | Gravfält     |              | Råby-Rönö, Södermanland |        | 58.862406, 16.877717 | 10036300330001 | Ladda upp en bild av detta fornminne      |
| Råby-Rönö 34:1                 | Gravfält     |              | Råby-Rönö, Södermanland |        | 58.853101, 16.886586 | 10036300340001 | Ladda upp en bild av detta fornminne      |
| Råby-Rönö 36:1                 | Gravfält     |              | Råby-Rönö, Södermanland |        | 58.856878, 16.877739 | 10036300360001 | Ladda upp en bild av detta fornminne      |
| Råby-Rönö 37:1                 | Gravfält     |              | Råby-Rönö, Södermanland |        | 58.871789, 16.881444 | 10036300370001 | Ladda upp en bild av detta fornminne      |
| Råby-Rönö 39:1                 | Fornborg     |              | Råby-Rönö, Södermanland |        | 58.856434, 16.942827 | 10036300390001 | Ladda upp en bild av detta fornminne      |
| Råby-Rönö 40:1                 | Stensättning |              | Råby-Rönö, Södermanland |        | 58.847162, 16.915561 | 10036300400001 | Ladda upp en bild av detta fornminne      |
| Råby-Rönö 41:1                 | Stensättning |              | Råby-Rönö, Södermanland |        | 58.849450, 16.934994 | 10036300410001 | Ladda upp en bild av detta fornminne      |
| Råby-Rönö 42:1                 | Stensättning |              | Råby-Rönö, Södermanland |        | 58.842249, 16.940191 | 10036300420001 | Ladda upp en bild av detta fornminne      |
| Råby-Rönö 44:1                 | Gravfält     |              | Råby-Rönö, Södermanland |        | 58.855054, 16.887003 | 10036300440001 | Ladda upp en bild av detta fornminne      |
| Råby-Rönö 46:1                 | Stensättning |              | Råby-Rönö, Södermanland |        | 58.844669, 16.914535 | 10036300460001 | Ladda upp en bild av detta fornminne      |
| Råby-Rönö 46:2                 | Stensättning |              | Råby-Rönö, Södermanland |        | 58.844773, 16.914887 | 10036300460002 | Ladda upp en bild av detta fornminne      |
| Råby-Rönö 48:1                 | Fornborg     |              | Råby-Rönö, Södermanland |        | 58.832830, 16.966370 | 10036300480001 | Ladda upp en bild av detta fornminne      |
| Råby-Rönö 49:1                 | Hög          |              | Råby-Rönö, Södermanland |        | 58.837157, 16.948972 | 10036300490001 | Ladda upp en bild av detta fornminne      |
| Råby-Rönö 49:2                 | Hög          |              | Råby-Rönö, Södermanland |        | 58.837144, 16.949197 | 10036300490002 | Ladda upp en bild av detta fornminne      |
| Råby-Rönö 50:1                 | Gravfält     |              | Råby-Rönö, Södermanland |        | 58.837254, 16.952156 | 10036300500001 | Ladda upp en bild av detta fornminne      |
| Råby-Rönö 52:1                 | Röse         |              | Råby-Rönö, Södermanland |        | 58.946947, 16.930560 | 10036300520001 | Ladda upp en bild av detta fornminne      |
| Råby-Rönö 55:1                 | Gravfält     |              | Råby-Rönö, Södermanland |        | 58.923281, 16.881134 | 10036300550001 | Ladda upp en bild av detta fornminne      |
| Säby hagar (Råby-Rönö 57:1)    | Gravfält     |              | Råby-Rönö, Södermanland |        | 58.917105, 16.873148 | 10036300570001 | Ladda upp en bild av detta fornminne      |
| Råby-Rönö 60:1                 | Röse         |              | Råby-Rönö, Södermanland |        | 58.927377, 16.888557 | 10036300600001 | Ladda upp en bild av detta fornminne      |
| Råby-Rönö 60:2                 | Hög          |              | Råby-Rönö, Södermanland |        | 58.927465, 16.888786 | 10036300600002 | Ladda upp en bild av detta fornminne      |
| Råby-Rönö 61:1                 | Stensättning |              | Råby-Rönö, Södermanland |        | 58.924785, 16.892238 | 10036300610001 | Ladda upp en bild av detta fornminne      |
| Råby-Rönö 67:1                 | Röse         |              | Råby-Rönö, Södermanland |        | 58.886726, 16.918730 | 10036300670001 | Ladda upp en bild av detta fornminne      |
| Råby-Rönö 67:2                 | Stensättning |              | Råby-Rönö, Södermanland |        | 58.886648, 16.918500 | 10036300670002 | Ladda upp en bild av detta fornminne      |
| Råby-Rönö 68:1                 | Gravfält     |              | Råby-Rönö, Södermanland |        | 58.877305, 16.897955 | 10036300680001 | Ladda upp en bild av detta fornminne      |
| Råby-Rönö 69:1                 | Hög          |              | Råby-Rönö, Södermanland |        | 58.876538, 16.900464 | 10036300690001 | Ladda upp en bild av detta fornminne      |
| Råby-Rönö 70:1                 | Stensättning |              | Råby-Rönö, Södermanland |        | 58.880822, 16.910317 | 10036300700001 | Ladda upp en bild av detta fornminne      |
| Råby-Rönö 71:1                 | Stensättning |              | Råby-Rönö, Södermanland |        | 58.868375, 16.891315 | 10036300710001 | Ladda upp en bild av detta fornminne      |
| Råby-Rönö 72:1                 | Fornborg     |              | Råby-Rönö, Södermanland |        | 58.894795, 16.879200 | 10036300720001 | Ladda upp en bild av detta fornminne      |
| Råby-Rönö 73:1                 | Stensättning |              | Råby-Rönö, Södermanland |        | 58.888173, 16.897331 | 10036300730001 | Ladda upp en bild av detta fornminne      |
| Råby-Rönö 81:1                 | Hällristning |              | Råby-Rönö, Södermanland |        | 58.835712, 16.943026 | 10036300810001 | Ladda upp en bild av detta fornminne      |
| Råby-Rönö 81:2                 | Hällristning |              | Råby-Rönö, Södermanland |        | 58.835724, 16.943069 | 10036300810002 | Ladda upp en bild av detta fornminne      |
| Råby-Rönö 82:1                 | Hällristning |              | Råby-Rönö, Södermanland |        | 58.834858, 16.941364 | 10036300820001 | Ladda upp en bild av detta fornminne      |
| Råby-Rönö 83:1                 | Stensättning |              | Råby-Rönö, Södermanland |        | 58.855037, 16.920550 | 10036300830001 | Ladda upp en bild av detta fornminne      |
| Råby-Rönö 84:1                 | Hög          |              | Råby-Rönö, Södermanland |        | 58.849273, 16.917609 | 10036300840001 | Ladda upp en bild av detta fornminne      |
| Råby-Rönö 84:2                 | Stensättning |              | Råby-Rönö, Södermanland |        | 58.848947, 16.917818 | 10036300840002 | Ladda upp en bild av detta fornminne      |
| Råby-Rönö 85:1                 | Stensättning |              | Råby-Rönö, Södermanland |        | 58.847311, 16.917234 | 10036300850001 | Ladda upp en bild av detta fornminne      |
| Råby-Rönö 86:1                 | Stensättning |              | Råby-Rönö, Södermanland |        | 58.845798, 16.916170 | 10036300860001 | Ladda upp en bild av detta fornminne      |
| Råby-Rönö 86:2                 | Stensättning |              | Råby-Rönö, Södermanland |        | 58.845572, 16.915586 | 10036300860002 | Ladda upp en bild av detta fornminne      |
| Råby-Rönö 87:1                 | Stensättning |              | Råby-Rönö, Södermanland |        | 58.843792, 16.912966 | 10036300870001 | Ladda upp en bild av detta fornminne      |
| Råby-Rönö 88:1                 | Stensättning |              | Råby-Rönö, Södermanland |        | 58.856299, 16.879117 | 10036300880001 | Ladda upp en bild av detta fornminne      |
| Råby-Rönö 88:2                 | Stensättning |              | Råby-Rönö, Södermanland |        | 58.856437, 16.878933 | 10036300880002 | Ladda upp en bild av detta fornminne      |
| Råby-Rönö 89:1                 | Stensättning |              | Råby-Rönö, Södermanland |        | 58.853200, 16.880492 | 10036300890001 | Ladda upp en bild av detta fornminne      |
| Råby-Rönö 90:1                 | Stensättning |              | Råby-Rönö, Södermanland |        | 58.855262, 16.885641 | 10036300900001 | Ladda upp en bild av detta fornminne      |
| Råby-Rönö 90:2                 | Stensättning |              | Råby-Rönö, Södermanland |        | 58.855188, 16.885828 | 10036300900002 | Ladda upp en bild av detta fornminne      |
| Råby-Rönö 91:1                 | Stensättning |              | Råby-Rönö, Södermanland |        | 58.850590, 16.889101 | 10036300910001 | Ladda upp en bild av detta fornminne      |
| Killingbacken (Råby-Rönö 94:1) | Stensättning |              | Råby-Rönö, Södermanland |        | 58.834048, 16.950647 | 10036300940001 | Ladda upp en bild av detta fornminne      |
| Killingbacken (Råby-Rönö 94:2) | Stensättning |              | Råby-Rönö, Södermanland |        | 58.834151, 16.950428 | 10036300940002 | Ladda upp en bild av detta fornminne      |
| Råby-Rönö 95:1                 | Stensättning |              | Råby-Rönö, Södermanland |        | 58.836055, 16.954492 | 10036300950001 | Ladda upp en bild av detta fornminne      |
| Råby-Rönö 97:1                 | Stensättning |              | Råby-Rönö, Södermanland |        | 58.880921, 16.914135 | 10036300970001 | Ladda upp en bild av detta fornminne      |
| Råby-Rönö 99:1                 | Stensättning |              | Råby-Rönö, Södermanland |        | 58.877590, 16.895552 | 10036300990001 | Ladda upp en bild av detta fornminne      |
| Råby-Rönö 103:1                | Stensättning |              | Råby-Rönö, Södermanland |        | 58.830632, 16.935658 | 10036301030001 | Ladda upp en bild av detta fornminne      |
| Råby-Rönö 104:1                | Stensättning |              | Råby-Rönö, Södermanland |        | 58.831242, 16.935155 | 10036301040001 | Ladda upp en bild av detta fornminne      |
| Råby-Rönö 108:1                | Stensättning |              | Råby-Rönö, Södermanland |        | 58.821602, 16.963914 | 10036301080001 | Ladda upp en bild av detta fornminne      |
| Råby-Rönö 109:1                | Gravfält     |              | Råby-Rönö, Södermanland |        | 58.828183, 16.963741 | 10036301090001 | Ladda upp en bild av detta fornminne      |
| Råby-Rönö 110:1                | Stensättning |              | Råby-Rönö, Södermanland |        | 58.827946, 16.955304 | 10036301100001 | Ladda upp en bild av detta fornminne      |
| Råby-Rönö 111:1                | Stensättning |              | Råby-Rönö, Södermanland |        | 58.825525, 16.952059 | 10036301110001 | Ladda upp en bild av detta fornminne      |
| Råby-Rönö 112:1                | Stensättning |              | Råby-Rönö, Södermanland |        | 58.831755, 16.953653 | 10036301120001 | Ladda upp en bild av detta fornminne      |
| Råby-Rönö 113:1                | Fornborg     |              | Råby-Rönö, Södermanland |        | 58.822130, 16.952585 | 10036301130001 | Ladda upp en bild av detta fornminne      |
| Råby-Rönö 115:1                | Hällristning |              | Råby-Rönö, Södermanland |        | 58.824055, 16.949547 | 10036301150001 | Ladda upp en bild av detta fornminne      |
| Råby-Rönö 117:1                | Stensättning |              | Råby-Rönö, Södermanland |        | 58.880980, 16.901500 | 10036301170001 | Ladda upp en bild av detta fornminne      |
| Råby-Rönö 118:1                | Fornborg     |              | Råby-Rönö, Södermanland |        | 58.881939, 16.892590 | 10036301180001 | Ladda upp en bild av detta fornminne      |
| Råby-Rönö 120:1                | Gravfält     |              | Råby-Rönö, Södermanland |        | 58.882741, 16.895996 | 10036301200001 | Ladda upp en bild av detta fornminne      |
| Råby-Rönö 122:1                | Stensättning |              | Råby-Rönö, Södermanland |        | 58.882919, 16.861404 | 10036301220001 | Ladda upp en bild av detta fornminne      |
| Råby-Rönö 123:1                | Stensättning |              | Råby-Rönö, Södermanland |        | 58.876216, 16.887934 | 10036301230001 | Ladda upp en bild av detta fornminne      |
| Råby-Rönö 123:2                | Stensättning |              | Råby-Rönö, Södermanland |        | 58.876079, 16.888152 | 10036301230002 | Ladda upp en bild av detta fornminne      |
| Råby-Rönö 123:3                | Stensättning |              | Råby-Rönö, Södermanland |        | 58.876184, 16.888349 | 10036301230003 | Ladda upp en bild av detta fornminne      |
| Råby-Rönö 126:1                | Gravfält     |              | Råby-Rönö, Södermanland |        | 58.903370, 16.879836 | 10036301260001 | Ladda upp en bild av detta fornminne      |
| Råby-Rönö 129:1                | Stensättning |              | Råby-Rönö, Södermanland |        | 58.923652, 16.891383 | 10036301290001 | Ladda upp en bild av detta fornminne      |
| Råby-Rönö 129:2                | Stensättning |              | Råby-Rönö, Södermanland |        | 58.923931, 16.891306 | 10036301290002 | Ladda upp en bild av detta fornminne      |
| Råby-Rönö 131:1                | Fornborg     |              | Råby-Rönö, Södermanland |        | 58.915478, 16.871433 | 10036301310001 | Ladda upp en bild av detta fornminne      |
| Råby-Rönö 142                  | Gravfält     |              | Råby-Rönö, Södermanland |        | 58.828890, 16.933653 | 12000000065766 | Ladda upp en bild av detta fornminne      |
| Sö 164 (Råby-Rönö 143)         | Runristning  |              | Råby-Rönö, Södermanland | Spånga | 58.829053, 16.935229 | 12000000065770 | Ladda upp en till bild av detta fornminne |
| Råby-Rönö 156                  | Röse         |              | Råby-Rönö, Södermanland |        | 58.883729, 16.915890 | 12000000072442 | Ladda upp en bild av detta fornminne      |